# Schlacht von Lemberg
Kraśnik – Komarów – Złoczów – 
Gnila Lipa – Lemberg – Grodek –
Rawa Ruska
Die Schlacht von Lemberg fand während der Frühphase des Ersten Weltkrieges 1914 zwischen Truppen des Russischen Reiches und Österreich-Ungarns statt. Die k.u.k. 3. Armee wurde von der russischen 3. Armee unter General Nikolai Russki in mehreren Kämpfen empfindlich geschlagen. 
Die Schlacht von Lemberg, ein Abschnitt der Schlachten in Galizien, bezeichnet mehrere Phasen von Operationen im östlichen und später westlichen Vorfeld der Stadt, die für die k.u.k. 3. Armee alle unglücklich endeten.
- Die erste Phase der Schlacht vom 26. bis 30. August beinhaltete die Kämpfe bei Zloczow – Przemyslany und an der Gnila Lipa; ihr Ausgang erzwang am 2. September die Räumung von Lemberg.
- In der zweiten Phase vom 6. bis 11. September unternahmen österreichisch-ungarische Truppen einen letztlich erfolglosen Rückeroberungsversuch. Nach der folgenschweren Niederlage in der Schlacht von Rawa Ruska wurde auch der Gegenangriff der k.u.k. 2. und 3. Armee an der Wereszyca (ein nördlicher Nebenfluss des Dnister) sinnlos; ein großer Teil Galiziens musste geräumt werden.

## Ausgangslage
Lemberg, eine (heute in der Westukraine liegende) große Garnisonsstadt und Hauptstadt Galiziens, bildete damals gemeinsam mit der Festungsstadt Przemyśl den Eckpfeiler der k.u.k. Verteidigungslinie gegen einen russischen Angriff. Beide Städte waren den von Nordwest nach Südost verlaufenden Karpaten vorgelagert, welche als natürliches Grenzgebirge die ungarische Tiefebene nach Nordosten hin absicherten. Der Chef des k.u.k. Generalstabes Franz Conrad von Hötzendorf glaubte nach Anfangserfolgen am Nordflügel stark genug zu sein, um auch im Raum östlich Lemberg angreifen zu können. Im östlichen Vorfeld des Aufmarschgebietes der bei Lemberg eingesetzten k.u.k. 3. Armee unter General der Kavallerie Rudolf Ritter von Brudermann schwärmten ab 20. August mehrere Kavalleriedivisionen zur Aufklärung der Feindkräfte an der Grenzlinie Kamionka – Zloczow – Tarnopol bis Czortkow aus. Das deutsche Luftschiff S.L.II stand für Aufklärungsfahrten zur Verfügung.

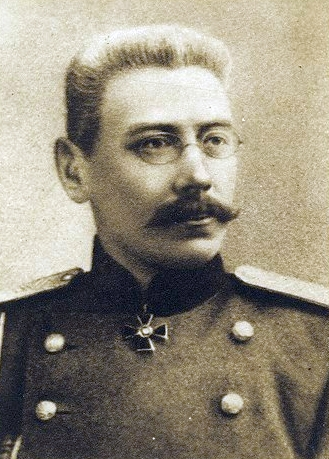
General Russki

Während die Österreicher im Bewusstsein eines Angriffserfolges im Raum Lublin jetzt auch bei Lemberg nach Osten vorrückten, hatte General Nikolai Iwanow, der Oberbefehlshaber der russischen Südwest-Front, seine 3. Armee unter Nikolai Russki und die 8. Armee unter dem General der Kavallerie Alexei Brussilow angewiesen, gegen die k.u.k 3. Armee (General Brudermann) offensiv vorzugehen und Lemberg zu erobern. General Brudermann verfügte anfangs zwar noch über das Tiroler k.u.k. XIV. Korps (Innsbruck) darunter die berühmten Kaiserjäger und Kaiserschützen und das zuverlässige III. Korps (Graz) mit Steirern und Slowenen. Aber der Großteil seiner Truppen war eher als unzuverlässig anzusehen, darunter das XII. Korps (Hermannstadt) mit rumänischen Einheiten und das XI. Korps (Lemberg) mit den am wenigsten loyalen Ukrainern. Wegen der schnellen Frontausdehnung der nordwestlicher stehenden k.u.k. 1. und 4. Armee nach Norden und dem schnellen Auftauchen der russischen Hauptverbände musste General Brudermann sein schlagkräftigstes Korps, das XIV., zum Schutz der eigenen Nordflanke an die 4. Armee in den Raum Rawa Ruska abgeben.

## Schlacht von Zloczow 26. August

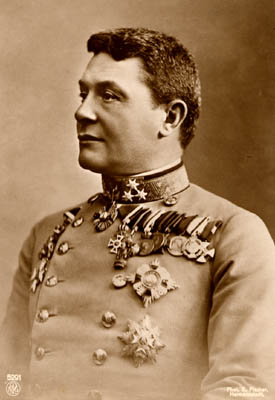
Hermann Kövess von Kövesshaza

In dieser Situation stand die k.u.k. 3. Armee (General Brudermann) allein mit seinen etwa 115 Bataillonen und 376 Geschützen frontal fast 200 russischen Bataillonen mit 685 Geschützen der russischen 3. Armee (Russki) gegenüber. Während das XI. Korps (General Desiderius Kolossváry de Kolosvár) im Raum Lemberg verblieb, ging das steirische III. Korps (General der Infanterie Colerus von Geldern) im Raum Zloczow und das XII. Korps (General Hermann von Kövess) auf Pomorzany nach Osten vor. Beide Korps wurden am 27. und 28. August von der Übermacht der russischen 3. Armee auf die Gnila Lipa zurückgeworfen. 30 Kilometer südwestlich des an die russische 8. Armee verloren gegangenen Tarnopol wurden auch die südlich unterstützenden Verbände der Armeegruppe des Generals Kövess bei Brzezany an der Zlota-Lipa schwer geschlagen und konnten sich nur mit Mühe der Umfassung durch Brussilow entziehen.
Das k.u.k. Kriegspressebüro verlautbarte am 28. August dazu: „Die entscheidende Riesenschlacht in Galizien ist im Gange. Die allgemeine große russische Offensive richtet sich seit 26. August gegen Nord- und Ostgalizien im Gebiete zwischen Rawaruska, Zolkiew, Zloczow, Tarnopol und Stanislau, wo sie überall zu heftigen Kämpfen führte, die am 27. und 28. eine geschlossene Schlachtfront von 200 Kilometer umfassen. (…) Bei der Ausdehnung der Kampffront auf 400 Kilometer muß die Entscheidung länger ausstehen.“ „Über tausend Russen, darunter viele Offiziere, fielen unverwundet in unsere Hände, auch wurde eine Anzahl Fahnen, Maschinengewehre und Geschütze erbeutet.“

## Schlacht an der Gnila Lipa, 29. bis 30. August
Conrad wollte seine Initiative unter keinen Umständen aufgeben und ließ das k.u.k III. Korps am 29. und 30. August erneut bei Przemyślany angreifen – mit katastrophalen Folgen, denn die jetzt vollständig versammelten Kräfte der russischen 3. und 8. Armee waren nun schon auf 292 Bataillone mit 1.304 Geschützen angewachsen. Das k.u.k. XII. Korps (Kövess) konnte wiederum am Südflügel der russischen Übermacht zwischen Meryszczow–Podkamien–Rohatyn nicht standhalten. 20.000 Mann gerieten in Gefangenschaft; daneben gab es zahlreiche Gefallene und Verwundete. Diese auf etwa 40 Kilometer Front an verschiedenen Schauplätzen ausgetragene Schlacht wurde als Schlacht an der Gnila Lipa zusammengefasst. General Russki unterschätzte seinen eigenen Erfolg; er ließ seine Einheiten wegen der schlechten Straßenverhältnisse zwei Tage anhalten und gruppierte seine Verbände neu, anstatt den rechten Flügel der österreichisch-ungarischen Front zu verfolgen und völlig zu zerschlagen. Nach der völligen Niederlage der k.u.k. 3. Armee an der Gnila Lipa brach die russische 3. Armee am 30. August mit über 100.000 Mann (XI.,IX. und X. Korps) aus dem Raum Zloczow her über Gliniawa nach Westen Richtung Lemberg durch. 

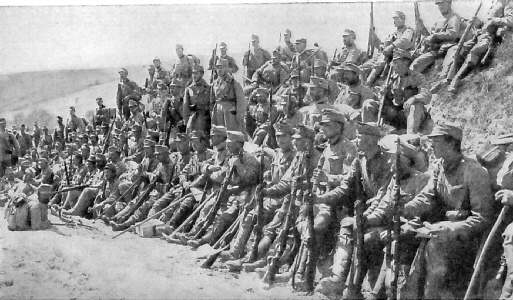
K.u.k. Infanterie
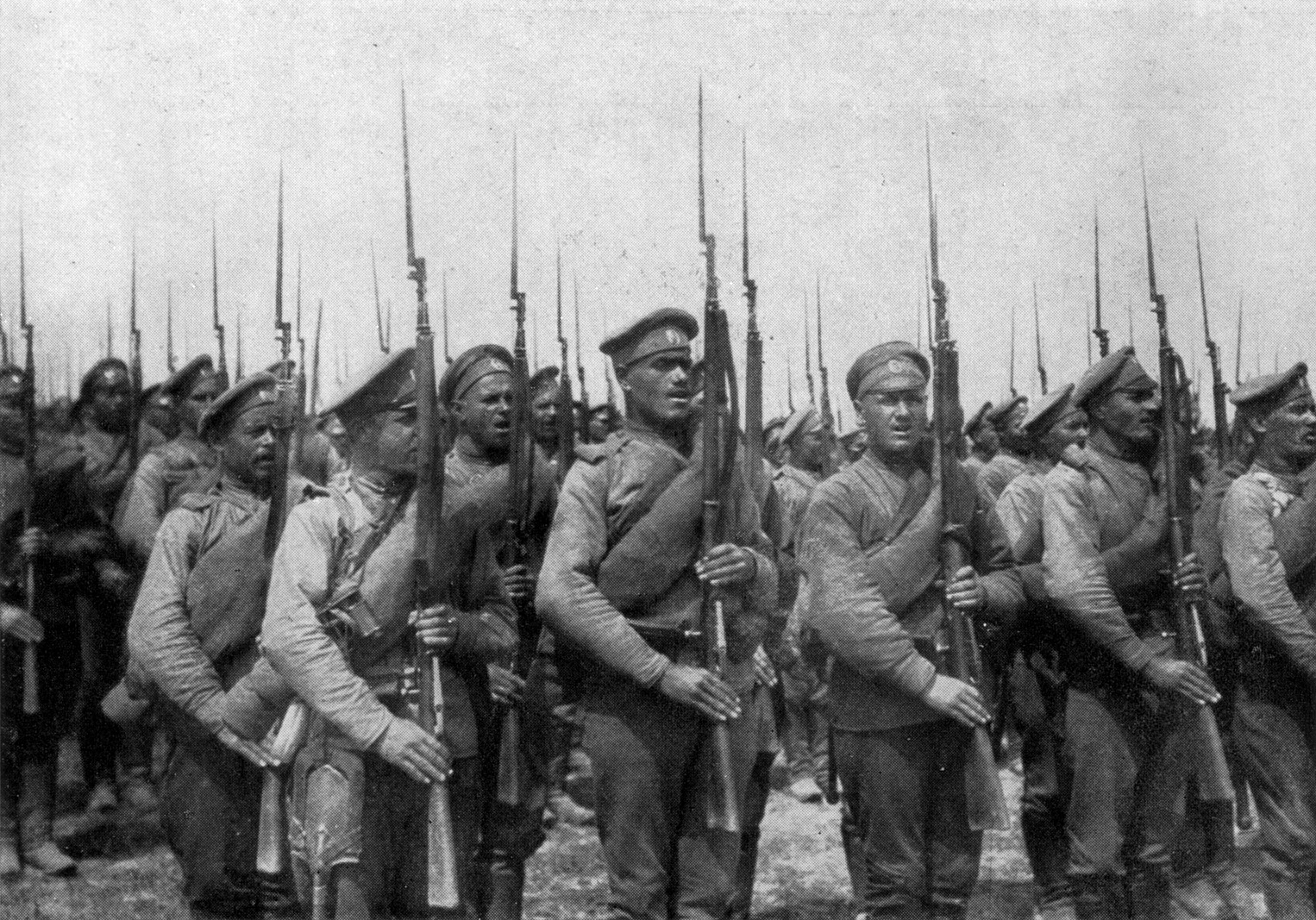
Russische Infanterie
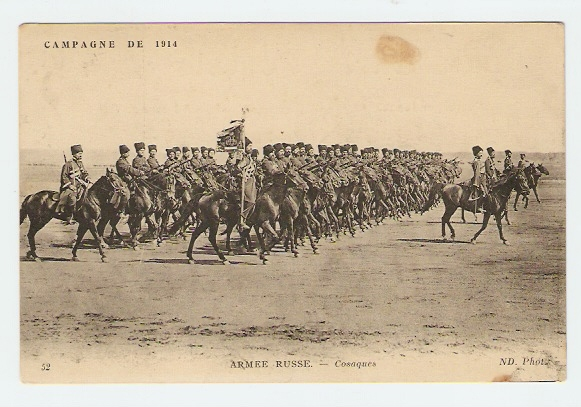
Russische Kosaken
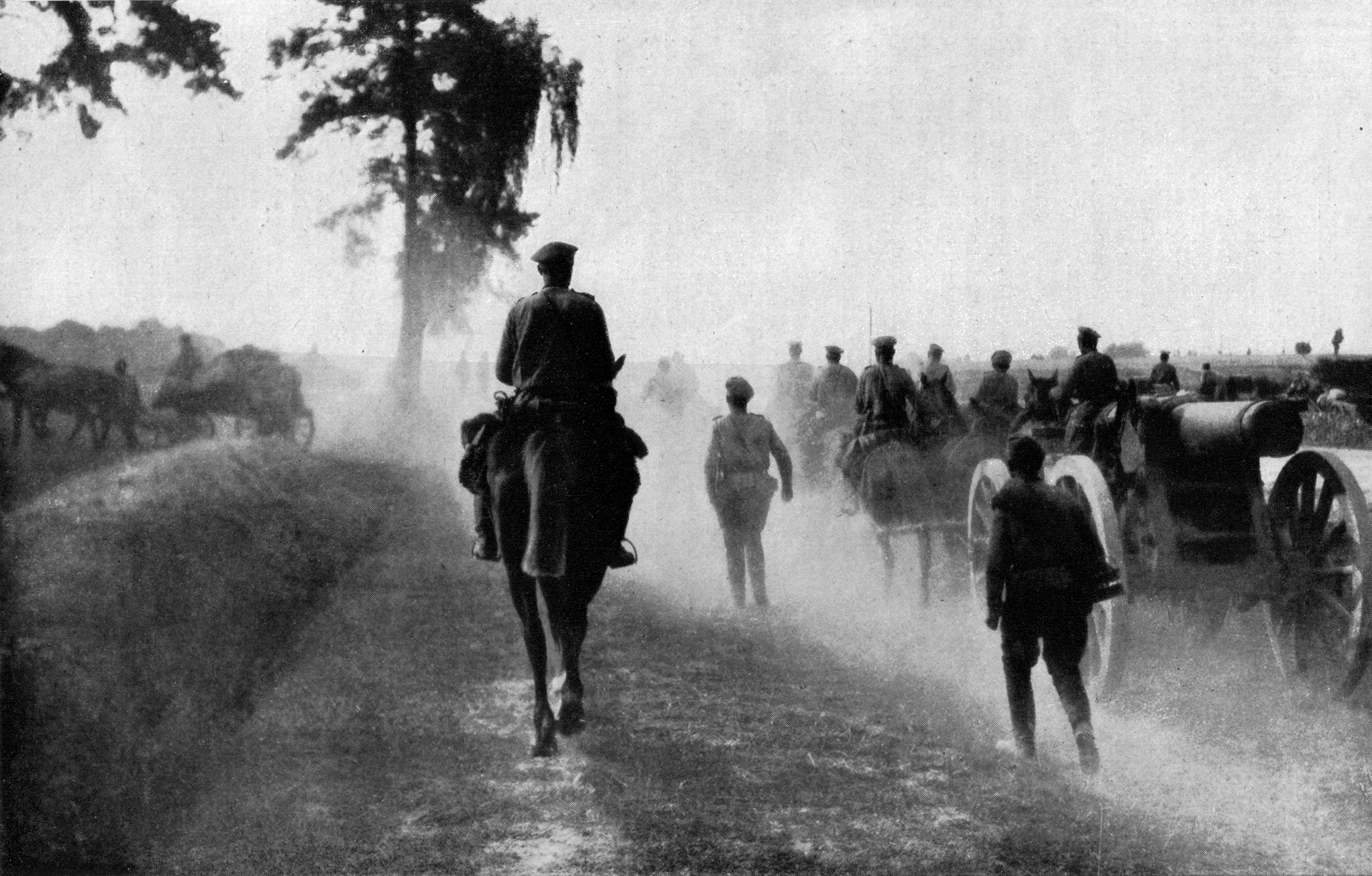
Russische Artillerie

### Verlust von Lemberg
Am 2. September musste die k.u.k. 3. Armee Lemberg räumen und auf eine neue Linie an der Wereszyca–Jaworow–Gródeker Teiche westlich der verlorenen Stadt zurückgehen. General Brudermann wurde am 3. September ersetzt durch General Svetozar Boroević von Bojna, den bisherigen Kommandeur des k.u.k. VI. Korps. Der bröckelnden Front der k.u.k. 4. und 3. Armee drohte nun von Nordwesten und Südosten her, eine gefährliche Zangenoperation.
Conrad entschloss sich noch am 1. September angesichts seiner auf Lemberg zurückflutenden Truppen die 3. Armee in eine Auffangstellung an der Wereszyca zurückzunehmen um die nötige Zeit für eine Umgruppierung und Gegenoffensive zu gewinnen. Er war in der falschen Annahme, dass die Russen nach dem taktischen Sieg bei Komarow an der Nordfront ausreichend geschwächt seien, um das Gros seiner 4. Armee (General der Infanterie Auffenberg) von der nördlichen Front bei Tomaszow herausziehen zu können. Mit diesen umgruppierten Kräften wollte er den westlich Lemberg nachrückenden Gegner erneut in der Flanke fassen und die verlorene Initiative zurückgewinnen.

## Vergebliche österreichisch-ungarische Gegenangriffe

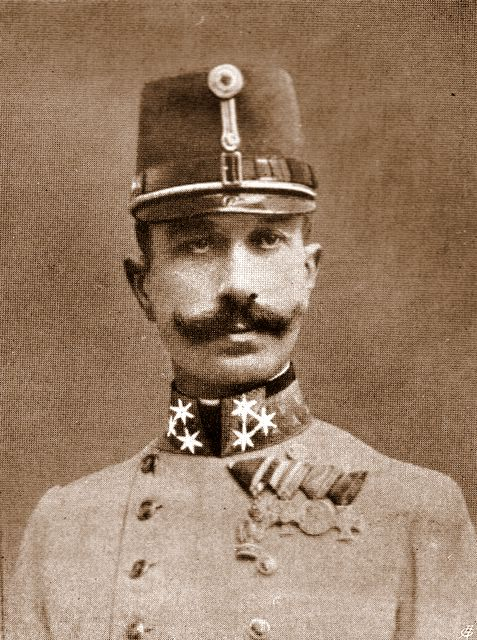
Eduard von Böhm-Ermolli (um 1897)

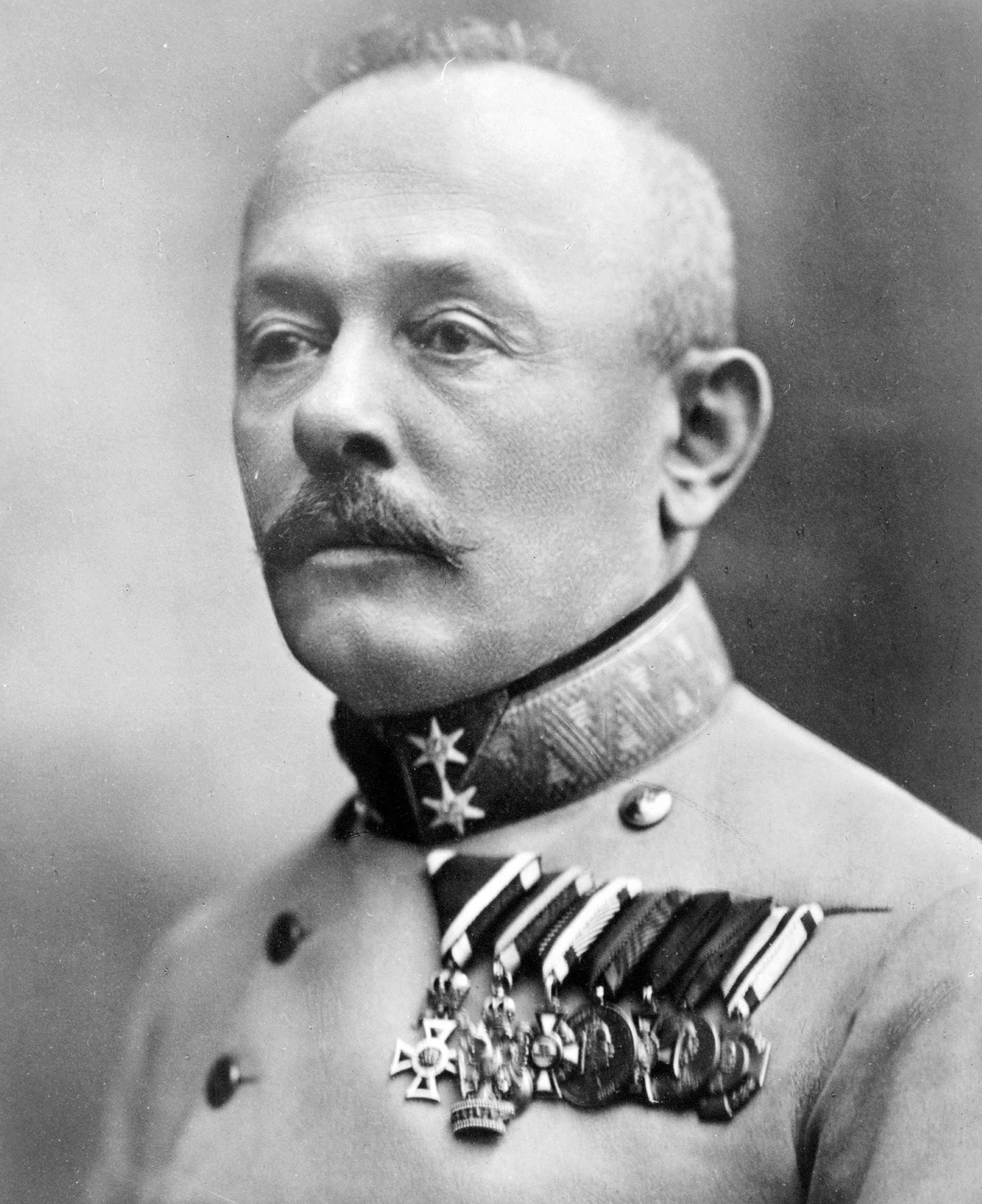
Feldmarschall Svetozar Boroević von Bojna

Da dringende Appelle an den deutschen Bündnispartner um weitere Verstärkungen nichts brachten, entschloss sich Conrad, seine erschöpfte 3. Armee aus der Werescyca-Stellung heraus erneut angreifen zu lassen.
Mit eigenen Verstärkungen durch die aus Serbien mit der Bahn herangeführten 2. Armee Eduard von Böhm-Ermolli brachte Conrad von Hötzendorf die Abwehrfront östlich Lemberg erneut auf eine Stärke von 150 Bataillonen mit 828 Geschützen. Die Truppen der südlich anschließenden Armeegruppe des Generals Hermann von Kövess wurde der 2. Armee unterstellt, welche die Front zwischen Lubien—Komarno—Rudki übernahm. Da die russische 3. Armee nicht nachdrängte, gelang die Heranführung dieser neuen Kräfte ohne große Schwierigkeiten.

### Kämpfe bei Hujcze und Magierow
Am 5. September ließ Conrad die hinter der Front umgruppierte 4. Armee (Gen. der Kavallerie Moritz von Auffenberg) mit dem XVII., VI. und IX. Korps zwischen Rawa Ruska und der Moszczana gegen die russische 3. Armee antreten. An der Biala versagte das k.u.k. XVII. Korps (Karl Křitek) und musste vor dem russischen 11. Korps (General Wladimir Sacharow) auf die Linie Hujcze und Uhnow zurückgehen. Das abgeschnittene Kaiserjäger-Regiment 2 wurde am 6. und 7. September zerschlagen. Südlicher bei Posadow hielt die 2. Kavallerie-Division (FML Emil von Ziegler) lose Verbindung zur 3. Infanterietruppendivision, die südlicher isoliert in den unwegsamen Gebiet zwischen Korczmin und der Solokija positioniert war. Der Divisionsführer FML Roth konnte in den folgenden Tagen nur mit Mühe die Einkesselung seiner Division durch das verfolgende russische 21. Korps entgehen. Das im Zentrum eingesetzte k.u.k. VI. Korps (General Arz von Straußenburg) lief vor Magierow fest. Das k.u.k. IX. Korps (General der Infanterie Lothar von Hortstein) wurde überhaupt in seinen Ausgangsstellungen bei Niemirow gestoppt. Während die Armeegruppe Joseph Ferdinand im Raum nördlich Rawa Ruska die Front gegenüber dem russischen 17. und 21. Armeekorps nach Nordosten und Osten noch halten konnte, brach die Front der südlicher stehenden Teile der 4. Armee zusammen.

### Schlacht an den Grodeker Teichen
Die im österreichisch-ungarischen Zentrum eingesetzte k.u.k 3. Armee (General der Infanterie Svetozar Boroević von Bojna) versuchte mit dem XI., III. und XII. Korps durch einen verzweifelten Gegenangriff an der oberen Wereszyca die südlich von Lemberg vorgehenden russischen Korps in der Schlacht von Gródek aufzuhalten. Das russische 10. Korps kämpfte erfolgreich zwischen Magierów und Wiszenka, das 12. Korps verblieb dahinter noch im Raum Janów zurück. Die jetzt nördlicher verschobene russische 8. Armee (General Brussilow) stand mit dem 7. Korps zwischen Zimnawóda—Basiówka, mit dem VIII. Korps bei Solonka—Zagórze und das XXIV. Korps schob sich nah Mikolajów vor. General der Infanterie Colerus (k.u.k. III. Korps) setzte die 28. Division vergeblich bei und südlich von Mszana zum Durchbruch an. Die 6. Division griff vom Wereszyca-Abschnitt beiderseits der Straße Gródek-Przemyśl an. 
Das russische 10. und 12. Korps unter Leitung des Generals Lesch warf die k.u.k. 3. Armee zwischen Janow und Gródek auf die dahinterliegende Wereszyca zurück. Am 7. September konnten die nach Westen vorstoßenden Russen nach erbitterten Kämpfen die Stadt Gródek erobern.

### Schlacht an der Werescyca 8. bis 10. September
Am 8. September wurde der Kampf an der Werescyca auf einer fast 100 km langen Schlachtfront ausgedehnt. Die Kleinstadt Janow nordwestlich von Lemberg bildete jetzt etwa die Armeegrenze zwischen k.u.k. 3. und 4. Armee, wie ebenso auf gleicher Höhe, die Trennlinie zwischen der nach Westen anstürmenden russischen 3. und 8. Armee. Die russische 3. Armee setzte vom Osten her mit vier Korps gleichzeitig zum entscheidenden Stoß an. Die Werescyca-Stellung wurde nach Süden durch zwei Korps der k.u.k. 2. Armee (General Böhm-Ermolli) mit dem XII. und VII. Korps verlängert, diese hielten den Angriffen der russischen 8. Armee zwischen Gródek und Komarno bis zum allgemeinen Rückzug noch stand.
Zu den im Raum Gródek im Rahmen des III. Armeekorps (FML Colerus) eingesetzten Kräften gehörten neben dem kärntnerischen Infanterieregiment Nr. 7 „Khevenhüller“ (Oberst Koschatzky) auch das steirische Infanterieregiment Nr. 27 „Belgier“ (Oberst Karl Weber) und dessen Schwesternregiment Nr. 47 (Oberst Richard Mayer), die am 8. und 9. September an der Schlacht teilnahmen, aber die Lage nicht mehr verändern konnten.
Der seit dem 8. September geführten Gegenangriffe der k.u.k 2. und 3. Armee an der Werescyca brachen bis 10. September vollständig zusammen, im Gegenstoß überrannten stattdessen russische Kosakenregimenter die österreichisch-ungarischen Stellungen und operierten bereits im Rücken der zertrümmerten gegnerischen Verbände.
Etwa 50 Kilometer nördlich von Lemberg kam es derweil bei Rawa Ruska zum Kampf mit überlegenen russischen Verbänden, die jeden weiteren Angriff vereitelten. Damit vergrößerte sich aber auch eine Frontlücke, die sich zwischen 1. und 4. Armee gebildet hatte, welche die Armeegruppe des Erzherzog Joseph Ferdinand mit dem II. und XIV. Korps nicht mehr ausreichend sichern konnte. 
Die gesamte österreichische Front in Galizien geriet dadurch in Auflösung. Trotz der Vernichtung großer Heeresteile der k.u.k. 3. und 4. Armee an der Rawa und an der Wereszyca gelang den Russen jedoch keine rasche Verfolgung, bedingt durch deren ebenfalls schwere Verluste sowie durch die verlängerten Nachschublinien und den auftretenden Munitionsmangel – pro Geschütz standen noch etwa 25 Schuss zur Verfügung.

## Ergebnisse und Folgen
Ab dem 11. September erfolgte nun der nötig gewordene k.u.k. Rückzug hinter den San und Dunajec, im Herbst sogar bis nach Krakau und in die Karpaten. Der Rückzug entwickelte sich zum Desaster: Ganze Verbände gaben sich gefangen, zahlreiche slawische Soldaten liefen freiwillig zu den Russen über. Hinzu kamen hohe Verluste unter den Truppenoffizieren, die mit ihrer Feder an der Mütze durch die Russen von den Mannschaften leicht zu unterscheiden waren. Das k.u.k. XIV. Korps erlitt einen schweren Blutzoll, die Verluste der Kaiserjäger, Kaiserschützen, Gebirgsartillerie waren ein unersetzlicher Verlust für die k.u.k. Streitkräfte. Bis zum 11. September waren an der Gesamtfront 130.000 k.u.k. Soldaten von den Russen gefangen genommen worden oder liefen freiwillig zum Sieger über, weitere 190.000 Mann wurden getötet oder verwundet, 450 Geschütze und gewaltige Materialmengen waren verloren. Auch die k.u.k. Festung Przemyśl wurde ab 16. September von der russischen 3. Armee eingeschlossen und über mehr als 100 Tage belagert.
Damit hatte die österreichisch-ungarische Armee an der Nordostfront fast die Hälfte ihrer Truppen eingebüßt und die Initiative vollständig an die Russen verloren, die nun mehr als 150 km tief bis an die Karpaten vorstoßen konnten. Um diesen Vormarsch zu behindern, griff das k.u.k Militär zur Strategie der verbrannten Erde, vernichtete auf ihrem Rückzug systematisch ganze Dörfer und vertrieb deren Bevölkerung, was eine enorme Flüchtlingswelle zur Folge hatte.